# Miguel Seijas
Miguel Ángel Seijas Cuestas, född 20 maj 1930 i Montevideo, är en uruguayansk roddare.
Tillsammans med Juan Antonio Rodríguez Iglesias tog Guerrero OS-brons i klassen dubbelsculler vid olympiska sommarspelen 1952 i Helsingfors. Fyra år senare i Melbourne representerade han Uruguay i dubbelsculler tillsammans med Paulo Carvalho.